# Kuasha (sockenhuvudort i Kina, Sichuan Sheng, lat 32,61, long 101,52)
Kuasha (kinesiska: 垮沙, 垮沙乡) är en sockenhuvudort i Kina. Den ligger i provinsen Sichuan, i den sydvästra delen av landet, omkring 320 kilometer nordväst om provinshuvudstaden Chengdu. Antalet invånare är 1 353. Befolkningen består av 702 kvinnor och 651 män. Barn under 15 år utgör 31 %, vuxna 15-64 år 61 %, och äldre över 65 år 7,0 %.
Runt Kuasha är det mycket glesbefolkat, med 6 invånare per kvadratkilometer. Närmaste större samhälle är Rong'an, 11,9 km sydost om Kuasha. Trakten runt Kuasha består i huvudsak av gräsmarker.
Genomsnittlig årsnederbörd är 967 millimeter. Den regnigaste månaden är juli, med i genomsnitt 213 mm nederbörd, och den torraste är december, med 4 mm nederbörd.